# Cestrum hirtellum
Cestrum hirtellum là loài thực vật có hoa trong họ Cà. Loài này được Schltdl. mô tả khoa học đầu tiên năm 1832.